# 일본의 가수 목록
다음은 일본의 가수 목록이다.

## A
- Ai
- Akino
- aiko
- Aimer

## B
- Beni
- BONNIE PINK

## C
- Chara
- Cocco

## E
- Elisa

## G
- Gille

## H
- Hyde

## J
- Juju

## K
- Kokia

## L
- Lisa
- LiSA
- Lia
- Liyuu

## M
- MAA
- Meg
- MELL
- MINMI
- MISIA
- May J.
- May'n
- Melody
- Mink
- Misono
- Miwa
- Miz
- Myco

## O
- OLIVIA

## P
- Pile

## S
- Salyu
- Sowelu
- Suara

## T
- TARAKO
- TiA
- Tia

## U
- Ua

## V
- VALSHE

## Y
- Yo
- Yui
- Yuki
- YURIA

## ㄱ
- 가와카미 미에코
- 고시지마 도시코
- 고토 마키
- 고토 쿠미코
- 고하라 하루카
- 구보 유리카
- 기무라 요시노
- 기무라 유미
- 기타데 나나

## ㄴ
- 나가사와 나오
- 나가사쿠 히로미
- 나가야마 요코
- 나츠야키 미야비
- 나츠야키 미야비
- 나츠카와 리미
- 나카가와 쇼코
- 나카마 유키에
- 나카모리 아키나
- 나카모토 스즈카
- 나카시마 미카
- 나카야마 미호
- 나카자와 유코
- 나카지마 메구미
- 나카지마 미유키
- 나카지마 사키
- 나카지마 유토
- 난리 유카
- 난죠 요시노
- 노나카 아이
- 노다 준코
- 노토 아리사
- 논
- 니시노 카나
- 니시우치 마리야
- 니시키도 료
- 니와 미키호
- 니이가키 리사

## ㄷ
- 다나카 레이나
- 다나카 요시코
- 다시로 마사시
- 다이나카 사치
- 다치바나 가나
- 다카조 아키
- 데즈카 마치코
- 딘 후지오카

## ㄹ
- 레오루
- 루루티아
- 리리안
- 리아 디존
- 리에 후
- 리타

## ㅁ
- 마노 에리나
- 마스다 타카히사
- 마쓰하시 미키
- 마에다 아츠코
- 마에다 아키
- 마츠 타카코
- 마츠다 세이코
- 마츠모토 리오
- 마츠모토 준
- 마츠무로 마이
- 마츠바라 미키
- 마츠우라 아야
- 마츠이 레나
- 마츠이 사키코
- 마츠이 수마코
- 마츠이 쥬리나
- 마츠토야 유미
- 마키노 유이
- 모리나가 리카
- 모리야마 료코
- 모리카와 미호
- 모리타 도지
- 모리타 스즈카
- 모리타카 치사토
- 모모
- 모모이 히토미
- 모모타 카나코
- 모치다 카오리
- 무라카미 메구미
- 무라타 메구미
- 무토 아야미
- 미나
- 미나미노 요코
- 미네기시 미나미
- 미모리 스즈코
- 미사와 사치카
- 미소라 히바리
- 미쓰오카 마사미
- 미야마에 마키
- 미야모토 카나코
- 미야자와 사에
- 미야자키 미호
- 미야코 하루미
- 미야하라 나미
- 미요시 아야카
- 미요시 에리카
- 미우라 리에코
- 미즈키 나나
- 미즈키 아리사
- 미즈타니 유코
- 미츠시마 히카리
- 미츠이 아이카
- 미츠이시 코토노
- 미치시게 사유미
- 미카 토드
- 미카미 칸
- 미히로

## ㅂ
- 반 토미코
- 벡키

## ㅅ
- 사가라 하루코
- 사나
- 사라 마리
- 사사키 리카코
- 사사키 미코이
- 사사키 아야카
- 사시하라 리노
- 사야시 리호
- 사와지리 에리카
- 사이조 히데키
- 사이토 유키
- 사카모토 마아야
- 사카모토 후유미
- 사카이 노리코
- 사카이 미키
- 사카이 이즈미
- 사카키바라 유이
- 사쿠라
- 사쿠라다 준코
- 사토 나츠키
- 사토 스미레
- 사토 치야코
- 사토 히로미
- 사토다 마이
- 소가 마치코
- 스가야 리사코
- 스기타 카오루
- 스다 마사키
- 스다 안나
- 스도우 마아사
- 스즈키 마리야
- 스즈키 아미
- 스즈키 아이리
- 스즈키 카논
- 스즈키 코노미
- 스즈키 후쿠
- 시노다 마리코
- 시노자키 아이
- 시라토리 유리
- 시마미야 에이코
- 시마부쿠로 히로코
- 시마자키 하루카
- 시마타니 히토미
- 시모츠키 하루카
- 시모카와 미쿠니
- 시미즈 사키
- 시미즈 사키
- 시미즈 카오리
- 시바타 아유미
- 시바타 준
- 시시도 루미
- 시이나 링고
- 시이나 헤키루
- 신타니 료코

## ㅇ
- 아다치 유미
- 아라가키 유이
- 아라마리
- 아라이 아키노
- 아리야스 모모카
- 아리오카 다이키
- 아리하라 간나
- 아마노 유리
- 아마노 츠키
- 아마치 마리
- 아무로 나미에
- 아베 나츠미
- 아베 마오
- 아베 아사미
- 아사미 유마
- 아스미 카나
- 아시다 마나
- 아야나
- 아야세 하루카
- 아야카
- 아오야마 텔마
- 아오에 미나
- 아오이 소라
- 아와야 노리코
- 아이다 쇼코
- 아이라 미쓰키
- 아이묭
- 아이우치 리나
- 아이조메 쿄코
- 아츠미 사오리
- 아카니시 진
- 아키모토 사야카
- 아키야마 리나
- 아키야마 유리카
- 아키카와 마사후미
- 안도 유코
- 안리
- 안젤라 아키
- 야구치 마리
- 야나기나기
- 야노 아키코
- 야마구치 모모에
- 야마구치 요시코
- 야마네 마이
- 야마다 료스케
- 야마다 유
- 야마모토 사야카
- 야마시타 토모히사
- 야부 코타
- 야부키 나코
- 야스다 케이
- 야시로 아키
- 야오토메 히카루
- 야이다 히토미
- 야지마 마이미
- 야쿠시마루 에츠코
- 야쿠시마루 히로코
- 에나코
- 에노모토 구루미
- 오가와 마나
- 오가와 마코토
- 오구라 유코
- 오기노메 요코
- 오노 리사
- 오노 에레나
- 오다 사쿠라
- 오리카사 아이
- 오리카사 후미코
- 오시마 유코
- 오오시마 마이
- 오오츠카 아이
- 오카다 로빈 쇼코
- 오카다 유이
- 오카다 유키코
- 오카모토 케이토
- 오카무라 타카코
- 오카바야시 노부야스
- 오카와 아이
- 오카이 지사토
- 오쿠 하나코
- 오쿠나가 마코토
- 오쿠이 마사미
- 오키나 메구미
- 오하라 사쿠라코
- 오하시 노조미
- 오하시 아유루
- 와다 아키코
- 와케시마 카논
- 와타나베 마유
- 와타나베 미사토
- 와타나베 하마코
- 요시다 타쿠로
- 요시자와 히토미
- 요시키 리사
- 요코야마 유이
- 요코야마 치사
- 우노 미사코
- 우메다 아야카
- 우메다 에리카
- 우메키 미요시
- 우에다 카나
- 우에무라 카나
- 우에토 아야
- 우에하라 아즈미
- 우치다 유키
- 우타다 히카루
- 우타쓰키 가오리
- 우토쿠 게이코
- 유키 사오리
- 유키노 사츠키
- 이나바 아쓰코
- 이노오 케이
- 이노우에 마리나
- 이노우에 키쿠코
- 이리야마 안나
- 이리에 사아야
- Miki Imai
- 이마이 아사미
- 이시구로 아야
- 이시다 아유미
- 이시다 요코
- 이시다 하루카
- 이시무라 마이하
- 이시카와 리카
- 이시카와 사유리
- 이시카와 지아키
- 이시하라 카오리
- 이에이리 레오
- 이와사 미사키
- 이와사키 히로미
- 이와오 준코
- 이와타 카렌
- 이이다 카오리
- 이이즈카 마유미
- 이이지마 마리
- 이이쿠보 하루나
- 이즈미 리카
- 이치이 사야카
- 이치카와 미오리
- 이치카와 미와코
- 이케다 리요코
- 이케다 엘라이자
- 이코마 리나
- 이쿠타 에리나
- 이타노 토모미
- 이토 시즈카
- 이토 유나
- 이토 카나에

## ㅈ
- 전월선
- 죵리
- 주디 온그
- 지넨 유리

## ㅊ
- 츠구나가 모모코
- 츠지 노조미
- 츠지 시온
- 츠지 아야노
- 츠치야 안나
- 츠치야 타오
- 치바 레이코
- 치바 사에코
- 치바 치에미
- 치하라 미노리

## ㅋ
- 카고 아이
- 카나이 미카
- 카메이 에리
- 카미시라이시 모네
- 카미키 아야
- 카사기 시즈코
- 카사이 토모미
- 카시와 유키나
- 카시와기 유키
- 카와나카 미유키
- 카와다 마미
- 카와모토 마코토
- 카와무라 카오리
- 카와세 토모코
- 카와시마 아이
- 카와시마 우미카
- 카와시마 우미카
- 카와이 카즈미
- 카지 메이코
- 카타세 나나
- 카토 레나
- 카토 미리야
- 카토 시게아키
- 카토 카즈히코
- 카토 토키코
- 칸노 미호
- 칸노 요코
- 칸다 사야카
- 캬리 파뮤파뮤
- 코니시 마나미
- 코마츠 미카코
- 코마츠 미호
- 코미야 아리사
- 코바야시 사치코
- 코바야시 유미코
- 코사카 리유
- 코시미즈 아미
- 코야나기 루미코
- 코야마 케이치로
- 코이즈미 쿄코
- 코자쿠라 에츠코
- 코지마 하루나
- 코토부키 미나코
- 콘노 아사미
- 쿠노 미사키
- 쿠도 하루카
- 쿠라모치 아스카
- 쿠라키 마이
- 쿠라타 마사요
- 쿠로사와 토모요
- 쿠로키 메이사
- 쿠리바야시 미나미
- 쿠리야마 치아키
- 쿠마이 유리나
- 쿠마이 유리나
- 쿠마키 안리
- 쿠보타 토시노부
- 쿠스미 코하루
- 쿠와타니 나츠코
- 크리스털 케이
- 키무라 카에라
- 키요우라 나츠미
- 키타노 키이
- 키타무라 에리
- 키타하라 리에
- 키타하라 사야카
- 키토 아카리
- 킷카와 유우
- 킷타 이즈미

## ㅌ
- 타나카 리에
- 타마이 시오리
- 타마키 나미
- 타무라 유카리
- 타시마 메루
- 타카가키 아야히
- 타카기 레니
- 타카기 레이코
- 타카모토 메구미
- 타카야나기 아카네
- 타카야마 미나미
- 타카츠키 사라
- 타카키 유야
- 타카하시 미나미
- 타카하시 미카코
- 타카하시 아이
- 타카하시 요코
- 타카하시 히토미
- 타케다 테츠야
- 타케우치 마리야
- 타키모토 미오리
- 탄게 사쿠라
- 테고시 유야
- 토가시 미스즈
- 토마츠 하루카
- 토모사카 리에
- 토모카와 카즈키
- 토야마 나오
- 토요사키 아키
- 토요타 모에
- 토우마 유미
- 토쿠나가 치나미
- 토쿠이 소라
- 토키 아사코

## ㅎ
- 하기와라 마이
- 하다 사와코
- 하라 유미
- 하라다 토모요
- 하라다 히토미
- 하루나 루나
- 하마다 마리
- 하마사키 아유미
- 하세베 유
- 하시모토 료스케
- 하시모토 미유키
- 하시모토 아이
- 하시모토 아이나
- 하시모토 칸나
- 하야미 사오리
- 하야미 아카리
- 하야시바라 메구미
- 하지메 지토세
- 하츠네
- 한 메구미
- 헤이케 미치요
- 호리에 미츠코
- 호리에 유이
- 혼다 마리코
- 혼다 미나코
- 혼다 히토미
- 후지모토 미키
- 후지야마 이치로
- 후지와라 사쿠라
- 후지이 리나
- 후지이 카렌
- 후카다 쿄코
- 후쿠다 아스카
- 후쿠무라 미즈키
- 후쿠하라 미호
- 후쿠하라 하루카
- 후타바 아키코
- 히구치 치에코
- 히노우치 에미
- 히다카 노리코
- 히라노 아야
- 히라마츠 아키코
- 히라하라 아야카
- 히로스에 료코
- 히사카와 아야
- 히토미
- 히토토 요

## 같이 보기
- 일본의 아이돌 목록